# Flaumont-Waudrechies
Flaumont-Waudrechies – miejscowość i gmina we Francji, w regionie Hauts-de-France, w departamencie Nord.
Według danych na rok 1990 gminę zamieszkiwały 352 osoby, a gęstość zaludnienia wynosiła 62 osób/km² (wśród 1549 gmin regionu Nord-Pas-de-Calais Flaumont-Waudrechies plasuje się na 887. miejscu pod względem liczby ludności, natomiast pod względem powierzchni na miejscu 622.).